# Prácheňský soubor
Prácheňský soubor lidových písní a tanců je folklórní soubor z jižních Čech. Jeho hlavní činností je udržování a prezentace lidových hudebních a tanečních tradic, které se v minulosti odehrávaly na jihočeské vesnici.
Soubor účinkuje v lidových krojích. Repertoár písní a tanců se vztahuje k tradicím udržovaným v průběhu celého roku na staročeské vesnici. Vystoupení Prácheňského souboru v prácheňských krojích obsahují tance jako mazurka, konopická ale třeba i masopust, při kterých zaznívají lidové písně z jižních Čech. Soubor se věnuje lidovým písním z Prácheňska ve dvoj a trojhlasé úpravě v podání dívčí pěvecké skupiny. Kromě nich má soubor ve svém repertoáru také skladby barokních mistrů a novodobých autorů.

## Historie
V roce 1949 český folklorista Josef Režný založil ve Strakonicích Národopisný soubor, ze kterého se brzy vytvořil Prácheňský soubor lidových písní a tanců.

## Muzika
Základem souboru je dudácká muzika, kterou pak doplňují housle, klarinety a basa. Dudácká muzika má obvykle 10–12 hudebníků (2–3 dudy, 2–3 klarinety, 3 housle, viola, podle potřeby zobcová flétna, niněra, kytara, zvonkohra ad.). Dudy se uplatňují sólově, v duu, triu, v různých formách tradiční dudácké muziky: dudy-housle, dudy-niněra, „malá selská muzika“ (klarinet-housle-dudy), velká muzika.

## Tanečníci
Taneční skupina vystupuje dle potřeby ve složení 4–6–8 párů za doprovodu naší dudácké muziky. Každé roční období bylo na staročeské vesnici oslavováno jinými zvyky a obyčeji. Tyto tradice se odrážejí i v repertoáru Prácheňského souboru. Mezi první svátky, po Silvestru a Třech králích, patří masopust. Další tance jsou například hole, mateník, natřásaná, mazurka, dřeváky, doublebská, konopická, To jsou dudy, Posvícení.

## Pěvecká skupina
Pěvecká skupina je tvořena 10 až 12 ženami. Jsou nositelkami mnoha vyznamenání jako je například FOSKAR. Repertoár skladeb obsahuje lidové písně nejen z Prácheňska, ale i skladby barokních mistrů. Píseň „My jsem se k vám přišli ptáti“ zpívají kromě češtiny také v angličtině, němčině, španělštině, francouzštině, italštině, švédštině, vlámštině, ruštině a polštině. V jejich repertoáru jsou písně i v maďarštině, řečtině, bretonštině nebo estonštině.